# Rio Grande Blood
Rio Grande Blood é o décimo álbum de estúdio da banda Ministry, lançado a 2 de Maio de 2006.
A faixa "Lieslieslies" foi nomeada na categoria "Best Metal Performance" na edição 49 dos Grammy Awards.

## Faixas
1. "Rio Grande Blood" (Jourgensen) – 4:24
2. "Señor Peligro" (Jourgensen, Victor) – 3:38
3. "Gangreen" (feat. Sgt. Major) (Jourgensen, Victor) – 6:00
4. "Fear (Is Big Business)" (Jourgensen, Victor) – 4:51
5. "LiesLiesLies" (Jourgensen, Victor) – 5:16
6. "The Great Satan (Remix)" (Jourgensen) – 3:09
7. "Yellow Cake" (Jourgensen, Raven) – 4:35
8. "Palestina" (Jourgensen, Victor) – 3:18
9. "Ass Clown" (feat. Jello Biafra) (Jourgensen, Raven) – 6:42
10. "Khyber Pass" (feat. Liz Constantine)(Jourgensen, Raven, Victor) – 7:31
11. "Silence" - 0:04
12. "Silence" - 0:06
13. "Sgt. Major Redux" (feat. Sgt. Major) – 1:45

| Críticas profissionais                                                      | Críticas profissionais |
| Avaliações da crítica                                                       | Avaliações da crítica  |
| Fonte                                                                       | Avaliação              |
| --------------------------------------------------------------------------- | ---------------------- |
| Allmusic                                                                    | [ 2 ]                  |
| Stylus Magazine                                                             | (B-)                   |
| Esta tabela precisa de ser acompanhada por texto em prosa. Consulte o guia. |                        |

## Paradas
Álbum
| Parada (2006)          | Posição |
| ---------------------- | ------- |
| Billboard 200          | 134     |
| Top Independent Albums | 11      |
| Top Internet Albums    | 134     |

## Créditos
- Al Jourgensen - Vocal, guitarra, baixo, teclados
- Tommy Victor - Guitarra, baixo
- Paul Raven - Teclados, vocal de apoio, baixo, guitarra, bateria
- Mark Baker - Bateria